# Прапор Мельничного (Самбірський район)
Пра́пор Мельничного — офіційний символ села Мельничне Львівської області, затверджений 27 жовтня 2023 року сесією Турківської міської ради.
Автор — А. Гречило.

## Опис прапора
Квадратне полотнище, розділене на три горизонтальні смуги — синю, жовту і синю (співвідношення їхніх ширин по середніх лініях рівне 2:4:1), на відділеній ялинкоподіно верхній синій смузі білий меч із жовтим руків'ям, повернутий вістрям до древка, на середньому жовтому полі чорне колесо від водяного млина, відділена хвилясто нижня смуга — синя.

## Зміст
Млинське колесо вказує на назву поселення, що походить від водяних млинів. Хвиляста основа означає Мельничний потік, який протікає через село. Ялинкоподібне ділення характеризує розташування Мельничного біля щедрих лісів. Меч є атрибутом покровителя села Архистратига Михаїла, а також уособлює традиції боротьби за волю та незалежність.